# Holding a Wolf by the Ears
Holding a Wolf by the Ears – piąty studyjny album metalcorowej formacji From Autumn to Ashes. Materiał zarejestrowano w 2006 roku, płyta w sprzedaży pojawiła się 10 kwietnia 2007 roku, za sprawą wytwórni Vagrant Records. Na krążku znajduje się 12 kawałków. Całość zarejestrowanej muzyki trwa 40 minut i 8 sekund. W nagrywaniu albumu uczestniczyło tylko 3 muzyków: Francis Mark, Brian Deneeve, i Josh Newton.

## Lista utworów
1. "Deth Kult Social Club" (2:49)
2. "On the Offensive" (3:45)
3. "Recounts and Recollections" (3:04)
4. "Daylight Slaving" (3:40)
5. "Delusions of Grandeur" (3:00)
6. "Sensory Deprivation Adventure" (2:55)
7. "Everything I Need" (3:51)
8. "Underpass Tutorial" (3:17)
9. "Love It or Left It" (3:13)
10. "Travel" (3:03)
11. "A Goats in Sheeps Rosary" (3:49)
12. "Pioneers" (3:42)

## Skład zespołu
- Francis Mark – wokal prowadzący, perkusja
- Brian Deneeve – gitara, wokal
- Josh Newton – bas, wokal